# فوکوئوکا ۸۱۵۹
سیارک ۸۱۵۹ (به انگلیسی: 8159 Fukuoka، نامگذاری:1990BE1) هشت هزار و صد و پنجاه و نهمین سیارک کشف شده‌است که در ۲۴ ژانویه ۱۹۹۰ کشف شد.
قدر مطلق سیارک برابر ۱۳٫۳۰ است.